# Associazione Sportiva Fidelis Andria 1995-1996
Questa pagina raccoglie le informazioni riguardanti l'Associazione Sportiva Fidelis Andria nelle competizioni ufficiali della stagione 1995-1996.

## Stagione
Nella stagione 1995-1996 la Fidelis Andria disputa per la quarta volta il campionato di Serie B, ottiene 45 punti, ed il quart'ultimo posto in classifica, che significa fine della bella avventura nel campionato cadetto, e ritorno in Serie C1. Allenata da Giuliano Sonzogni disputa un campionato non disprezzabile, con 23 punti ottenuti nel girone di andata e 22 nel ritorno, a conti ultimati, paga la fragilità in trasferta degli azzurri, dove hanno vinto una sola volta (0-1) sul campo neutro di Benevento contro il Foggia, e l'ultima di campionato a Genova sconfitta (2-0) da una squadra che non aveva più nulla da chiedere al torneo, mentre per la Fidelis Andria una vittoria avrebbe significato, per la quarta stagione di fila, salvezza. Nella terzultima giornata è arrivata la pesante sconfitta (5-1) di Pescara, che ha determinato l'allontanamento del tecnico Giuliano Sonzogni, così nelle due ultime decisive sfide, in panchina c'è andato il suo vice Stefano Boggia. Anche in Coppa Italia i pugliesi non fanno bella figura, subito fuori per mano dell'Avellino.

## Rosa
| N. |                   | Ruolo | Calciatore           |
| -- | ----------------- | ----- | -------------------- |
| 25 | Italia (bandiera) | C     | Mario Alfieri        |
| 1  | Italia (bandiera) | P     | Carmine Amato        |
| 9  | Italia (bandiera) | A     | Luigi Beghetto       |
| 4  | Italia (bandiera) | D     | Gaspare Cacciola     |
| 10 | Italia (bandiera) | C     | Giuseppe Ciaramella  |
| 26 | Italia (bandiera) | A     | Ferdinando Gasparini |
| 6  | Italia (bandiera) | C     | Marco Giampaolo      |
| 19 | Italia (bandiera) | A     | Giovanni Ianuale     |
| 15 | Italia (bandiera) | D     | Gianluca Lamacchi    |
| 21 | Italia (bandiera) | D     | Vito Lamanna         |
| 17 | Italia (bandiera) | C     | Pasquale Logiudice   |
| 22 | Italia (bandiera) | P     | Sergio Marcon        |
| 14 | Italia (bandiera) | C     | Filippo Masolini     |

| N. |                   | Ruolo | Calciatore          |
| -- | ----------------- | ----- | ------------------- |
| 11 | Italia (bandiera) | A     | Frederic Massara    |
|    | Italia (bandiera) | C     | Marco Mazzoli       |
|    | Italia (bandiera) | P     | Roberto Menghini    |
| 24 | Italia (bandiera) | A     | Alessandro Morello  |
| 28 | Italia (bandiera) | A     | Vincenzo Palumbo    |
| 13 | Italia (bandiera) | C     | Dario Passoni       |
| 23 | Italia (bandiera) | D     | Vincenzo Pandullo   |
| 7  | Italia (bandiera) | C     | Emanuele Pellizzaro |
| 18 | Italia (bandiera) | D     | Alessandro Pierini  |
| 2  | Italia (bandiera) | C     | Michele Scaringella |
| 20 | Italia (bandiera) | C     | Alessandro Scarponi |
| 5  | Italia (bandiera) | D     | Mario Solimeno      |

## Risultati

### Campionato

#### Girone di andata
| Arbitro: | Cardona (Milano) |

|  |           |                              |
|  | Marcatori | 40’ G. Bresciani 88’ Scapolo |

| Arbitro: | Gronda (Genova) |

|                            |           |                             |
| Saurini 39’ Ambrosetti 44’ | Marcatori | 33’ Massara 73’ L. Beghetto |

| Arbitro: | Serena (Bassano del Grappa) |

|                                                   |           |                  |
| Monari 26’ (aut.) Masolini 48’ (rig.) Ianuale 90’ | Marcatori | 80’ (rig.) Luiso |

| Arbitro: | Borriello (Mantova) |

|                                        |           |                            |
| G. Di Somma 15’ Vasari 30’, 64’ (rig.) | Marcatori | 10’ Passoni 71’ A. Morello |

| Arbitro: | Bonfrisco (Monza) |

|              |           |                    |
| Masolini 20’ | Marcatori | 52’, 61’ Artistico |

| Venezia 1 ottobre 1995 6ª giornata | Venezia             | 0 – 0 | Fidelis Andria | Stadio Pierluigi Penzo\| Arbitro: \| L. Branzoni (Pavia) \| |
| Arbitro:                           | L. Branzoni (Pavia) |       |                |                                                             |

| Arbitro: | Bettin (Padova) |

|                         |           |                  |
| Passoni 15’ Massara 34’ | Marcatori | 55’ P. Bresciani |

| Arbitro: | Lana (Torino) |

|                       |           |  |
| Pellizzaro 45’ (aut.) | Marcatori |  |

| Arbitro: | Cinciripini (Ascoli Piceno) |

|                     |           |  |
| Masolini 90’ (rig.) | Marcatori |  |

| Verona 29 ottobre 1995 10ª giornata | Verona                       | 0 – 0 | Fidelis Andria | Stadio Marcantonio Bentegodi\| Arbitro: \| De Prisco (Nocera Inferiore) \| |
| Arbitro:                            | De Prisco (Nocera Inferiore) |       |                |                                                                            |

| Arbitro: | Bolognino (Milano) |

|            |           |              |
| Grabbi 85’ | Marcatori | 18’ Masolini |

| Arbitro: | Rosica (Roma) |

|                 |           |           |
| L. Beghetto 54’ | Marcatori | 68’ Monza |

| Arbitro: | Cesari (Genova) |

|  |           |                                             |
|  | Marcatori | 2’ A. Briaschi 73’ Negri 78’ (rig.) Allegri |

| Arbitro: | L. Branzoni (Pavia) |

|              |           |                  |
| Montrone 54’ | Marcatori | 47’ M. Giampaolo |

| Andria 10 dicembre 1995 15ª giornata | Fidelis Andria   | 0 – 0 | Lucchese | Stadio degli Ulivi\| Arbitro: \| Rossi (Ciampino) \| |
| Arbitro:                             | Rossi (Ciampino) |       |          |                                                      |

| Reggio Emilia 17 dicembre 1995 16ª giornata | Reggiana           | 0 – 0 | Fidelis Andria | Stadio Giglio\| Arbitro: \| Stafoggia (Pesaro) \| |
| Arbitro:                                    | Stafoggia (Pesaro) |       |                |                                                   |

| Arbitro: | Cardona (Milano) |

|                                      |           |                   |
| Gasparini 26’ (rig.) Scaringella 44’ | Marcatori | 19’ Di Giannatale |

| Arbitro: | Bazzoli (Merano) |

|                      |           |                 |
| G. Bizzarri 39’, 46’ | Marcatori | 84’ L. Beghetto |

| Arbitro: | Dagnello (Trieste) |

|                                                        |           |  |
| Passoni 3’ Masolini 22’ (rig.) Massara 71’ Palumbo 85’ | Marcatori |  |

#### Girone di ritorno
| Arbitro: | Messina (Bergamo) |

|                     |           |                |
| D. Morello 29’, 40’ | Marcatori | 17’ Pellizzaro |

| Arbitro: | Treossi (Forlì) |

|             |           |  |
| Massara 45’ | Marcatori |  |

| Arbitro: | Gronda (Genova) |

|                                  |           |                     |
| Scarponi 13’ (aut.) Fioretti 24’ | Marcatori | 51’ (rig.) Masolini |

| Arbitro: | De Prisco (Nocera Inferiore) |

|                                             |           |  |
| Mazzoli 5’ Massara 10’ Scaringella 73’, 81’ | Marcatori |  |

| Arbitro: | Bonfrisco (Monza) |

|            |           |                     |
| Lucidi 33’ | Marcatori | 59’ (rig.) Masolini |

| Arbitro: | Bolognino (Milano) |

|             |           |                      |
| Mazzoli 25’ | Marcatori | 45’ (rig.) Vecchiola |

| Arbitro: | De Santis (Tivoli) |

|  |           |                 |
|  | Marcatori | 26’ Scaringella |

| Arbitro: | Lana (Torino) |

|             |           |                         |
| Palumbo 89’ | Marcatori | 18’ Rachini 66’ Tudisco |

| Arbitro: | De Prisco (Nocera Inferiore) |

|                   |           |                                |
| Aglietti 15’, 81’ | Marcatori | 65’ A. Morello 72’ L. Beghetto |

| Andria 6 aprile 1996 29ª giornata | Fidelis Andria              | 0 – 0 | Verona | Stadio degli Ulivi\| Arbitro: \| Cinciripini (Ascoli Piceno) \| |
| Arbitro:                          | Cinciripini (Ascoli Piceno) |       |        |                                                                 |

| Arbitro: | Dagnello (Trieste) |

|              |           |           |
| Scarponi 71’ | Marcatori | 10’ Melis |

| Arbitro: | Beschin (Legnago) |

|                               |           |                 |
| Marulla 5’ Alessio 79’ (rig.) | Marcatori | 24’ L. Beghetto |

| Arbitro: | Cardona (Milano) |

|              |           |  |
| Camplone 36’ | Marcatori |  |

| Arbitro: | Rodomonti (Teramo) |

|                            |           |              |
| Palumbo 23’ A. Morello 85’ | Marcatori | 27’ Montrone |

| Arbitro: | Serena (Bassano del Grappa) |

|              |           |             |
| Rastelli 57’ | Marcatori | 80’ Palumbo |

| Arbitro: | Pellegrino (Barcellona Pozzo di Gotto) |

|              |           |             |
| Gasparini 1’ | Marcatori | 78’ Colucci |

| Arbitro: | Bazzoli (Merano) |

|                                                                     |           |              |
| Margiotta 5’ F. Giampaolo 65’ Farris 70’ Traversa 86’ Palladini 90’ | Marcatori | 79’ Scarponi |

| Arbitro: | Farina (Novi Ligure) |

|              |           |  |
| Gasparini 2’ | Marcatori |  |

| Arbitro: | Borriello (Mantova) |

|                          |           |  |
| Spinelli 85’ Ruotolo 90’ | Marcatori |  |

### Coppa Italia
| Arbitro: | De Santis (tivoli) |

|           |           |  |
| Luiso 23’ | Marcatori |  |